# Saint-Baudille-et-Pipet
Saint-Baudille-et-Pipet – miejscowość i gmina we Francji, w regionie Owernia-Rodan-Alpy, w departamencie Isère.
Według danych na rok 1990 gminę zamieszkiwało 215 osób, a gęstość zaludnienia wynosiła 6 osób/km² (wśród 2880 gmin regionu Rodan-Alpy Saint-Baudille-et-Pipet plasuje się na 1412. miejscu pod względem liczby ludności, natomiast pod względem powierzchni na miejscu 143.).